# Thierry Compain
Pour les articles homonymes, voir Compain.
Thierry Compain est un réalisateur français né le 13 août 1953 à Sablé-sur-Sarthe.

## Biographie
Thierry Compain mène un travail cinématographique original qui consiste à filmer comme un champ d'expérience particulier, cette petite île de la côte nord de la Bretagne : l'Île-Grande. Sur les 22 films qu'il a réalisés en plus de trente ans, 17 le sont sur ce même lieu, ce qui en fait un cas à part dans le paysage audiovisuel français.
Ingénieur du son de formation, Thierry Compain commence à travailler dans les années 70 pour France Culture. Sa passion pour le son est originelle, mais elle a été amplifiée, alors qu'il débutait sa carrière, par la rencontre avec un très grand ingénieur du son : Yann Paranthoën. Un maître qui a définitivement marqué sa vie et son souci créatif. Un modèle qui lui a montré dans l'exigence quotidienne la nécessité de créer son propre langage. Car le son est un langage.
Thierry Compain rejoint ensuite France 3 ouest d'abord sur des tournages de documentaires et de fiction, puis se dirige vers l'unité de post-production son, dont il en prend rapidement la direction.
Parallèlement, il est attiré par la réalisation et se forme à l'écriture de scénario. En 1986 son premier court-métrage de fiction Sklerijenn (clarté) remporte le Grand Prix du festival de Cinéma des minorités nationales de Douarnenez. Deux ans plus tard, un nouveau court-métrage de fiction lui vaut de nombreux prix et sélections dans les festivals.
C'est justement sa passion pour le son et sa rencontre avec Yann Paranthoën au début de sa carrière qui l'amène à réaliser son premier long-métrage documentaire : Le Tailleur de son , consacré à ce dernier et diffusé sur France3 et Arte. Ce film que Thierry Compain définit comme un « Film à entendre », est sélectionné et primé entre autres au Festival international du documentaire de Nyon (Suisse) et au Festival Entrevues de Belfort. 
En 1994, il réalise Le village au cimetière qui marque pour lui le début de ce travail cinématographique singulier qui consiste à filmer à chaque fois sous des formes et des angles différents, les mêmes lieux qui sont les siens, ses habitants et leur(s) histoire(s), comme une sorte de saga des gens de l'île qu'il continue d'explorer au fil des années, lui conférant une dimension ethnographique et sociologique importante.
Après les rituels mortuaires si prégnants dans la culture bretonne, il s'intéresse aux tailleurs de pierre, à l'amour et ses bals, aux marins et l'absence, aux petites bonnes bretonnes montées à Paris avec Nous n'étions pas des Bécassines qui obtient de nombreux prix et sélections en Festival.
La connaissance du terrain, la confiance très importante des gens, acquise par une implication personnelle très forte, un travail d'observation et de collectage lui permettent de continuer en profondeur cette exploration et de filmer avec une grande intimité, comme une conversation ininterrompue, de film en film, avec les habitants avec une démarche : être juste et vrai.
En passeur de l'histoire de ces lieux, il restitue à travers ses films et une grande intimité partagée, des tranches de vies enfouies dans la mémoire individuelle et collective et tend un pont entre le local et l'universel.
Cette continuité de travail c'est aussi pour lui un défi qui consiste, à partir du plus petit endroit, cette île dans ce cas, comme une petite représentation du monde, à y rechercher l'Universel, l'humain et surtout à raconter des vies comme c'est le cas avec son dernier opus : Andrée en son île.

## Filmographie partielle
- 1986 : Sklerijenn(13') (fiction) France 3
- 1988 : Mili (17') (fiction) France 3
- 1990 : Le Tailleur de sons - Yann Paranthoën (70') (documentaire) France 3 - ARTE
- 1991 : Comme un ange après temps de misère (26') (Fiction) France 3
- 1994 : Le Village au cimetière (52') (documentaire) France 3
- 1996 : Taper dans les cailloux (26') (documentaire) France 3
- 1996 : Kan ar piker mein (le chant des tailleurs de pierre) (20') (documentaire) France 3
- 1999 : Dimanche, on ira au bal ! (53') (documentaire) France 3
- 1999 : Deomp Dezhi ! (26') (documentaire) France 3
- 2001 : J'espère que tu m'entends (26') (documentaire) France 3
- 2003 : De l'autre côté de l'eau (61') (documentaire) France 3
- 2003 : Les Taxis bretons (45') (documentaire) France 3
- 2003 : Goulou en noz (Lumière dans la nuit) (26') (documentaire) France 3
- 2005 : Nous n'étions pas des Bécassines (61') (documentaire) France 3 [1]
- 2005 : Matezh (La bonne) (26') (documentaire) France 3
- 2008 : Plage des Dames (53') (documentaire) France 3
- 2009 : Quand je suis devenue hardie (26') (documentaire) France 3
- 2011 : Malarjez (52') (documentaire) France 3
- 2015 : Génération start-up (52') (documentaire) France 3 - LCP
- 2017 : Un collectionneur à l'œuvre (52') (documentaire) France 3
- 2021 : Il voulait être champion (52') (documentaire) France 3
- 2023 : Andrée en son île (52') (documentaire) France 3